# 池野村 (岐阜県)
池野村（いけのむら）は、かつて岐阜県揖斐郡にあった村である。
現在の揖斐郡池田町池野に該当する。この地域は江戸時代中期（元文年間）に新田開発をして生まれた村である。
池田郡の村であったが、後に揖斐郡の村となった。

## 歴史
- 1876年（明治9年） - 池田野新田が池野村に改称する。
- 1889年（明治22年）7月1日 - 町村制により、池野村発足。
- 1897年（明治30年）4月1日[1] - 池田郡が大野郡の一部と合併して揖斐郡となる。当村は揖斐郡の所属となる。
- 1897年（明治30年）4月1日 - 下東野村、上田村、砂畑村、六之井村、杉野村と合併し池田村が発足。同日池野村廃止。